# Werner Stauffacher (Germanist)
Werner Stauffacher (* 6. März 1921 in Buchs SG; † 28. Oktober 2010 in Lausanne) war ein schweizerischer germanistischer Literaturwissenschaftler.

## Leben
Stauffacher studierte Germanistik an der Universität Genf und schloss dort 1950 mit einer Dissertation über Carl Spittelers Lyrik bei Gottfried Bohnenblust ab. Danach wirkte er bis 1953 als Lehrer in Genf und St. Gallen. Ab 1953 war er ausserordentlicher und ab 1962 ordentlicher Professor für Neuere deutsche Literatur an der Universität Lausanne, wo er bis 1986 lehrte. Von 1960 bis 1962 war er Dekan und von 1979 bis 1984 Vizerektor.
Seine Forschungsschwerpunkte lagen zum einen auf dem Werk von Carl Spitteler. Er war an der Herausgabe von Spittelers «Gesammelten Werken» massgeblich beteiligt, wenn auch nicht federführend. 1973 folgte die Biographie zu Spitteler. Ab den 1970er-Jahren profilierte sich Stauffacher vor allem als Döblin-Forscher; er war Mitbegründer der Internationalen Alfred Döblin Gesellschaft.

## Werke
- Werner Stauffacher: Spittelers Lyrik. Untersuchungen zu den ‹Schmetterlingen›, den ‹Literarischen Gleichnissen› und den ‹Glockenliedern›, Basel: Hoenen 1950.
- Werner Stauffacher: Carl Spitteler. Biographie, Zürich: Artemis 1973.
- Alfred Döblin: Amazonas. Romantrilogie, hg. v. Werner Stauffacher, Olten: Walter-Verlag 1988.
- Carl Spitteler, Joseph Viktor Widmann: Briefwechsel, hg. v. Werner Stauffacher, Bern: Haupt 1998.